# Markus Esser
Markus Esser (Alemania, 3 de febrero de 1980) es un atleta alemán, especialista en la prueba de lanzamiento de martillo, con la que ha logrado ser medallista de bronce mundial en 2005.

## Carrera deportiva
En el Mundial de Helsinki 2005 ganó la medalla de bronce en lanzamiento de martillo, con un lanzamiento de 79.16 metros, quedando en el podio por detrás del bielorruso Vadim Devyatovskiy y el polaco Szymon Ziółkowski.
Al año siguiente, en el Campeonato Europeo de Atletismo de 2006 volvió a ganar el bronce en la misma prueba, llegando hasta los 79.19 metros, siendo superado por el finlandés Olli-Pekka Karjalainen (oro con 80.84 m) y el bielorruso Vadim Devyatovskiy.